# Republica Moldova la Jocurile Olimpice de iarnă din 2002
Republica Moldova a participat la Jocurile Olimpice de iarnă din 2002 cu 5 sportivi care au concurat la 3 sporturi (biatlon, sanie și schi fond). 

## Participarea moldovenească
Republica Moldova a trimis la Nagano o delegație formată din 5 sportivi (3 bărbați și 2 femei), care au concurat la un singur sport cu 9 probe (4 masculine și 5 feminine). Majoritatea sportivilor moldoveni erau străini naturalizați: biatloniștii Mihail Gribușencov și Valentina Ciurina erau ruși și sănierul Liviu Cepoi era român. Cel mai experimentat sportiv din lotul moldovean era Liviu Cepoi, care mai concurase la Jocurile Olimpice de iarnă din 1992, 1994 și 1998 din partea României.
Cel mai bune rezultat obținut de delegația Republicii Moldova a fost locul 38 obținut de Liviu Cepoi la întrecerea de sanie. 
La această ediție a Jocurilor Olimpice, delegația Republicii Moldova nu a obținut nici un punct.

## Biatlon
| Sportiv            | Probă                | Ținte ratate      | Timp                 | Loc |
| ------------------ | -------------------- | ----------------- | -------------------- | --- |
| Mihail Gribușencov | 10 km sprint (m)     | 2 (1 + 1)         | 30.02,2 (+5.10,9)    | 83  |
| Mihail Gribușencov | 20 km individual (m) | 7 (2 + 2 + 1 + 2) | 1:05.58,5 (+14.55,2) | 84  |
|                    |                      |                   |                      |     |
| Valentina Ciurina  | 7,5 km sprint (f)    | 1 (0 + 1)         | 23.49,7 (+3.08,3)    | 51  |
| Valentina Ciurina  | 10 km pursuit (f)    | 5 (2 + 1 + 2 + 0) | +7.12,0              | 48  |
| Valentina Ciurina  | 15 km individual (f) | 9 (1 + 1 + 3 + 1) | 58.40,8 (+11.11,7)   | 62  |

## Sanie
| Sportiv     | Probă      | Rezultat | Rezultat | Rezultat | Rezultat | Rezultat           | Rezultat |
| Sportiv     | Probă      | Manșa 1  | Manșa 2  | Manșa 3  | Manșa 4  | Timp               | Loc      |
| ----------- | ---------- | -------- | -------- | -------- | -------- | ------------------ | -------- |
| Liviu Cepoi | Simplu (m) | 47,161   | 47,353   | 46,604   | 46,825   | 3.07,943 (+10,002) | 38       |

## Schi fond
Distanță
| Sportiv        | Probă                         | Rezultat             | Rezultat      |
| Sportiv        | Probă                         | Timp                 | Loc           |
| -------------- | ----------------------------- | -------------------- | ------------- |
| Ion Bucsa      | 30 km liber start în bloc (m) | 1:32.48,9 (+21.17,9) | 67            |
|                |                               |                      |               |
| Elena Gorohova | 15 km liber start în bloc (f) | abandon              | nu a terminat |

Sprint
| Sportiv        | Probă      | Calificări       | Calificări | Sferturi     | Sferturi     | Semifinale   | Semifinale   | Finala       | Finala |
| Sportiv        | Probă      | Timp             | Loc        | Timp         | Loc          | Timp         | Loc          | Timp         | Loc    |
| -------------- | ---------- | ---------------- | ---------- | ------------ | ------------ | ------------ | ------------ | ------------ | ------ |
| Elena Gorohova | sprint (f) | 3.43,82 (+31,06) |            | nu a avansat | nu a avansat | nu a avansat | nu a avansat | nu a avansat | 55     |